# Хремонидин рат
Хремонидин рат (267. год. п. н. е. — 261. год. п. н. е.) вођен је између Грчке и Македоније и представља један од последњих покушаја Грчке да се ослободи македонске превласти.

## Рат
Под утицајем Египта, који је зазирао од јачања Македоније под Антигоном Гонатом, Атињани под браћом Глауконом и Хремонидом у августу 267. п. н. е. збацили су промакедонску власт свога града и ступили у савез са Египтом којем се придружила Спарта, а за њом је пошло и више грчких градова-држава Пелопонеза. Антигон је у пролеће 266. п. н. е. упао у Атику док је Ареј са спартанским снагама Пелопонеза дошао пред Коринтску превлаку коју су Македонци држали и утврдили. Египатска флота се под Македонцем Патроклом појавила у заливу Сароникос. Антигон је кренуо кроз Мегару на Ареја, али је побуна Гала у његовој војсци парализовала даље акције. Наредне године Антигон је тукао Ареја под зидинама Коринта после чега су се многе пелопонеске државе повукле из савеза. Тек 264. п. н. е. епирски краљ Александар упао је у Македонију, али је тучен и избачен. Пошто је остала сама, опседнута Атина бранила се до крајњих могућности. Предала се 262. п. н. е. натерана глађу.
Овај рат је ојачао утицај Македоније на Пелопонезу, а Атина, иако јој је 255. п. н. е. враћена аутономија, изгубила је још више у политичком значају.